# Вінтер-Гарбор (переписна місцевість, Мен)
Вінтер-Гарбор (англ. Winter Harbor) — переписна місцевість (CDP) в США, в окрузі Генкок штату Мен. Населення — 385 осіб (2020).

## Географія
Вінтер-Гарбор розташований за координатами 44°23′34″ пн. ш. 68°5′30″ зх. д. / 44.39278° пн. ш. 68.09167° зх. д. (44.392798, -68.091657).  За даними Бюро перепису населення США в 2010 році переписна місцевість мала площу 5,62 км², уся площа — суходіл.

## Демографія
Згідно з переписом 2010 року, у переписній місцевості мешкало 426 осіб у 216 домогосподарствах у складі 118 родин. Густота населення становила 76 осіб/км².  Було 451 помешкання (80/км²).
Расовий склад населення:
| - 96,7 % — білих - 0,5 % — чорних або афроамериканців - 0,5 % — азіатів - 1,6 % — осіб інших рас |

До двох чи більше рас належало 0,7 %. Частка іспаномовних становила 2,1 % від усіх жителів.
За віковим діапазоном населення розподілялося таким чином: 17,4 % — особи молодші 18 років, 56,1 % — особи у віці 18—64 років, 26,5 % — особи у віці 65 років та старші. Медіана віку мешканця становила 52,2 року. На 100 осіб жіночої статі у переписній місцевості припадало 84,4 чоловіків;  на 100 жінок у віці від 18 років та старших — 87,2 чоловіків також старших 18 років.
Середній дохід на одне домашнє господарство  становив 54 296 доларів США (медіана — 37 188), а середній дохід на одну сім'ю — 72 830 доларів (медіана — 63 750). Медіана доходів становила 42 857 доларів для чоловіків та 36 250 доларів для жінок. За межею бідності перебувало 19,8 % осіб, у тому числі 22,5 % дітей у віці до 18 років та 25,0 % осіб у віці 65 років та старших.
Цивільне працевлаштоване населення становило 162 особи. Основні галузі зайнятості: освіта, охорона здоров'я та соціальна допомога — 27,2 %, сільське господарство, лісництво, риболовля — 16,0 %, роздрібна торгівля — 14,2 %.